# 莘姓
莘姓（「莘」，中古擬音：srin，切）是中文姓氏之一，在《百家姓》中排第290位。現時，莘姓是极罕见的姓氏。

## 起源
莘姓有多种来源。
1. 出自祝融之后。《潜夫论》载：“祝融之后分为八姓：己、秃、彭、姜、妘、曹、斯、莘”，有莘氏在今山东曹县一带，其后裔便以部落名为姓，相传大禹之母和商汤之妻即是有莘氏之女，商朝贤相伊尹也是出自有莘氏。
2. 出自姒姓，夏后氏。夏启有子受封于莘国，他的后代便以国名为姓。
3. 出自於辛姓，“莘”“辛”二字在上古及中古漢語中發音相近，故莘辛两姓同源。《唐辛替否传》载：“莘、辛音近，莘氏即辛氏。”亦有一說是當初莘姓族人為了躲避天災人禍，將莘姓改成辛姓。

## 遷徙分布
今山东、四川、安徽、浙江是莘氏族人主要的分布区域。

## 郡望
- 天水郡：西汉初年置，今甘肃天水、陇西以东地区。郡治为平襄，今甘肃通渭县西北。

## 延伸阅读
[在维基数据编辑]
 《百家姓》
 《欽定古今圖書集成·明倫彙編·氏族典·莘姓部》，出自陈梦雷《古今圖書集成》